# Pelequén
Pelequén är en ort i Chile.   Den ligger i provinsen Provincia de Cachapoal och regionen Región de O'Higgins, i den södra delen av landet, 110 km söder om huvudstaden Santiago de Chile. Pelequén ligger 279 meter över havet och antalet invånare är 3 174.
Terrängen runt Pelequén är varierad. Närmaste större samhälle är Rengo, 7,2 km nordost om Pelequén. 
Trakten runt Pelequén består i huvudsak av gräsmarker. Runt Pelequén är det ganska glesbefolkat, med 35 invånare per kvadratkilometer.